# Бернгард Рудольф Богданович
Бернгард Рудольф Богданович (1819 — 1887) — російський архітектор та інженер, спеціаліст з будівельної механіки та теорії склепінь; професор та перший директор Інституту цивільних інженерів у Санкт-Петербурзі, таємний радник. Автор будівель у Санкт-Петербурзі, Москві, Києві, Таллінні та інших містах. Батько архітекторів В. Р. Бернгарда та Е. Р. Бернгарда.